# Massacre de Greifensee
Pour les articles homonymes, voir Greifensee.

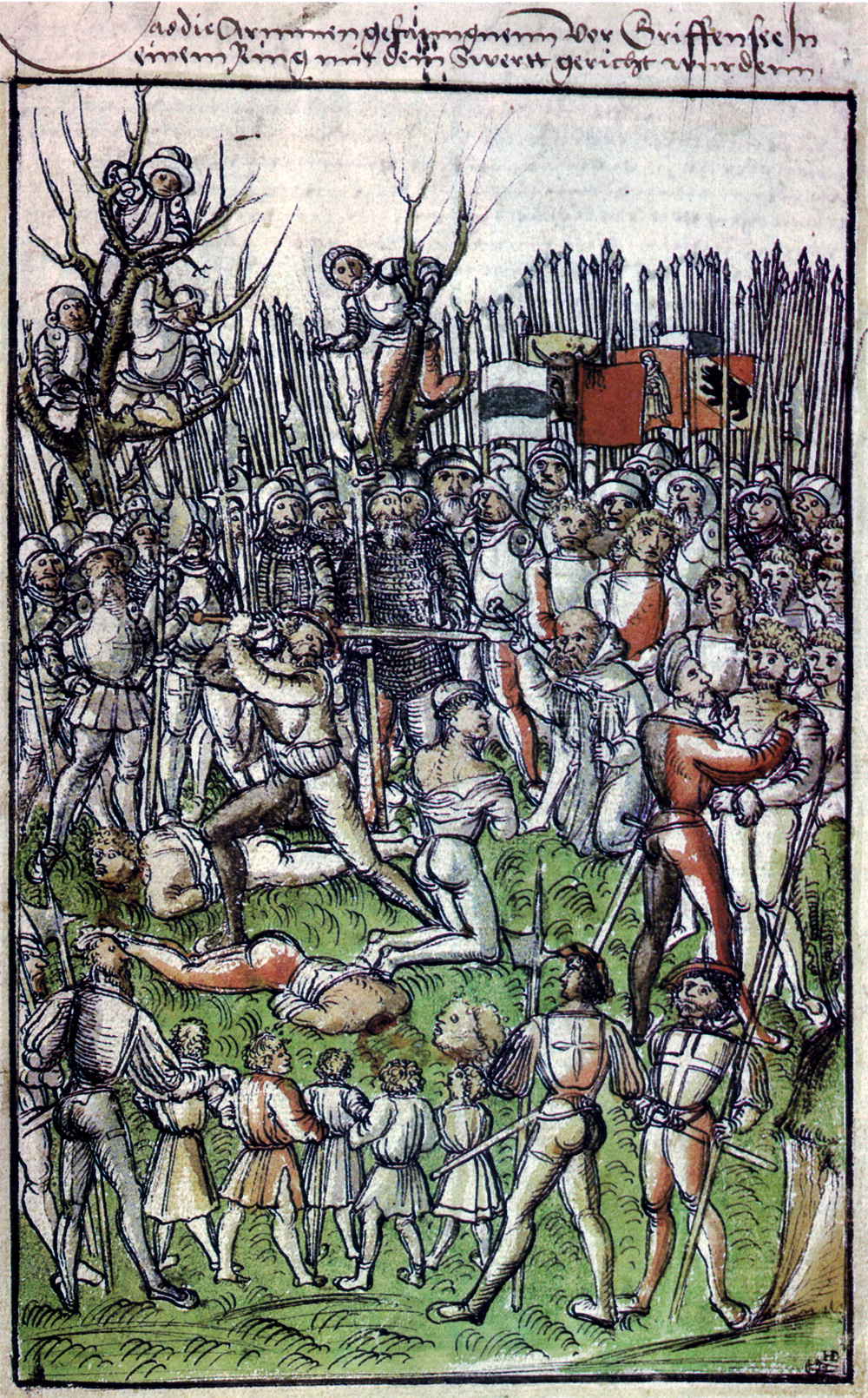
Illustration tirée de la Chronique de Werner Schodoler (1510-1535)

Le massacre de Greifensee est un épisode sanglant de l'Ancienne guerre de Zurich durant lequel une garnison complète de Zurichois — alliés de l'Autriche — fut exécutée par les Confédérés. 
Le 27 mai 1444, après 4 semaines de siège, les 62 militaires zurichois présents à l'intérieur de la forteresse de Greifensee se rendirent sans conditions. Les assiégés sous le commandement de Wildhans von Breitenlandenberg étaient pour la plupart d'origine paysanne. 
Pour marquer les esprits et « pour qu'on en parlât loin dans les pays » , les Confédérés lucernois et schwytzois émirent le désir d'enfermer les Zurichois à l'intérieur de la citadelle et d'y bouter le feu. Finalement, c'est un autre mode d'exécution qui fut appliqué. Le 28 mai 1444, presque tous les prisonniers furent décapités à l'épée à Nänikon au lieu-dit désormais baptisé Blutmatte. Seuls furent épargnés les soldats adolescents et les « plus vieux avec une barbe grise » . 
Le lendemain, le château fut incendié et le 1er juin 1444, les Confédérés s'en allèrent. La ville de Zurich allait être assiégée quelques semaines plus tard, le 24 juin 1444.